# Three Percenters
Il Three Percent movement (in italiano: "movimento del tre per cento"), spesso indicato con "III%", è una rete antigovernativa di estrema destra fondata da Michael Brian Vanderboegh nel 2008 che include organizzazioni con elementi paramilitari. Gli aderenti, chiamati Three Percenters ("Quelli del 3%"), operano su scala nazionale negli Stati Uniti d'America senza una leadership centralizzata. Gli analisti e i ricercatori li considerano una sottocategoria del movimento della milizia degli Stati Uniti, un più grande insieme di gruppi ostili alle autorità federali statunitensi.
Il credo cardine dell'ideologia del 3% è il diritto di ribellione armata verso la percezione di un eccesso del potere del governo federale degli Stati Uniti, in particolare contro i tentativi di limitare il possesso privato di armi da fuoco, che sono visti dai Three Percenters come una violazione del II emendamento della Costituzione statunitense. Le posizioni politiche all'interno del movimento hanno portato alcuni aderenti a commettere atti criminali, tra cui scontri con le forze dell'ordine, manifestazioni violente, il complotto per distruggere edifici e il tentativo di rapire funzionari pubblici.
I membri delle milizie dei Three Percenters, provenienti dal Texas e dalla California, sono stati identificati come responsabili dell'assalto al Campidoglio degli Stati Uniti del 6 gennaio 2021. Durante l'assalto, uno dei membri, Rocky Hardie, è stato trovato in possesso di una pistola carica, violando le leggi sul controllo delle armi di Washington DC. Come conseguenza dell'attacco, il 21 febbraio 2021, la leadership dei Three Percenters Original ha sciolto l'organizzazione nazionale statunitense e ha condannato le violenze avvenute quel giorno. Nonostante questa decisione, i Three Percenters rimangono attivi come gruppi locali indipendenti.
Nel giugno 2021 il Dipartimento di Sicurezza Pubblica del Canada ha ufficialmente designato i Three Percenters come entità terroristica. Questa decisione è stata presa a causa della minaccia che il gruppo rappresenta per la sicurezza nazionale. Le autorità canadesi hanno incluso i Three Percenters nella lista delle organizzazioni terroristiche a causa della loro associazione con la rivolta del 6 gennaio negli Stati Uniti. Il Ministro della Pubblica Sicurezza, Bill Blair, ha sottolineato la pericolosità dei Three Percenters, in particolare il loro interesse nel reclutare membri delle forze dell'ordine e persone con addestramento militare.

## Classificazione

### Ideologia
Three Percenters
     Milizie e Oath Keepers
     Sceriffi costituzionali
     Propagandisti della cospirazione
     Contestatori fiscali
     Cittadini sovrani
     Survivalisti

In figura un diagramma di Venn del Newlines Institute for Strategy and Policy che raffigura il legame tra i Three Percenters e altre forme di estremismo antigovernativo.
Legenda:
Three Percenters
Milizie e Oath Keepers
Sceriffi costituzionali
Propagandisti della cospirazione
Contestatori fiscali
Cittadini sovrani
Survivalisti

Malcolm Wrightson Nance, analista di intelligence ed esperto di antiterrorismo, considera l'ideologia delle milizie dei Three Percenters come una estrema di forma libertarismo di destra influenzato dalla teoria del complotto del Nuovo Ordine Mondiale. I diversi obiettivi del movimento includono combattere i "tiranni liberali", che sono inseriti in delle "liste di controllo". Lo United Constitutional Patriots, un gruppo affiliato al Three Percent, guidato da Larry Mitchell Hopkins, aveva stilato una lista di persone da assassinare, comprendente importanti democratici, tra cui: Barack Obama, Hillary Clinton e George Soros. L'American Patriot Council ha invece creato una lista di individui da tenere sotto controllo che comprendeva Kamala Harris, Mark Zuckerberg e Deborah Birx. Nella visione dei Three Percenters il governo federale è un analogo alla monarchia britannica del XVIII secolo in termini di violazione delle libertà civili.
I membri ritenevano che la presidenza di Obama avrebbe portato a una maggiore ingerenza del governo nella vita degli individui, e in particolare a leggi più severe sul controllo delle armi. Come gli Oath Keepers, si concentrano sulla resistenza armata e sull'immagine della guerra rivoluzionaria americana. Secondo il giornalista John Avlon commenti dei loro forum online come "Questo governo ha fallito" e "A che punto seguiremo l'esempio dei Padri Fondatori e prenderemo le armi contro questi tiranni?" mostrano una inclinazione dei membri ad essere lunatici.
Il loro nome deriva dalla credenza controversa che solo il 3 percento dei coloni americani abbia partecipato attivamente alla lotta per l'indipendenza. Di conseguenza, il Three Percent movement si considera un diretto discendente delle idee dei Padri Fondatori. Il loro distacco estremista dall'America mainstream è visto da loro come un segno di distinzione e conoscenza interna. Definiscono la loro causa come "l'avanzamento dei principi di libertà, democrazia e un governo costituzionale vincolato dallo stato di diritto." Alcuni di loro adottano l'ideologia dell'American Resistance Movement, una rete di survivalisti che istruisce i propri membri su come prepararsi per un potenziale conflitto contro la presunta tirannia del governo negli Stati Uniti.
I membri dei Three Percenters sono frequentemente affiliati ad altri gruppi antigovernativi, quali gli Oath Keepers e il Pacific Patriots Network. Oltre ad essere parte del movimento della milizia, i Three Percenters vengono classificati come un gruppo del patriot movement e sono considerati una realtà dell'America rurale. I sedicenti gruppi patriottici trovano regolarmente alleati tra i membri del Tea Party, della John Birch Society, di Gun Owners of America, del Tenth Amendment Center e dell'AmericanLands Council finanziato dai fratelli Koch, che promuove il trasferimento delle terre pubbliche dalle mani dei federali ai privati per incoraggiare lo sfruttamento da parte delle industrie estrattive. Tra le varie fazioni c'è una convinzione condivisa e cospiratoria sul diritto costituzionale degli Stati Uniti, denominata "movimento dei cittadini sovrani".
I sostenitori del movimento Three Percent condividono una visione politica che sostiene un ritorno alla "Repubblica americana originaria", così come se la immaginano loro. Secondo il sito web dei The Three Percenters - Original, «intendiamo fornire una guida che il "Popolo" possa utilizzare per ripristinare i principi fondanti della nostra Repubblica costituzionale». Un documento del 2016 inteso come guida per gli aspiranti Three Percenters articola ulteriormente questa posizione: «La Costituzione è stata metaforicamente stracciata in molti Stati, e i nostri diritti sono diventati una mera ombra di ciò che dei Padri Fondatori avevano immaginato. Dobbiamo riportare l'America alla Repubblica che era un tempo».
Esistono anche gruppi islamofobi e nativisti (ad esempio la White Rabbit Militia) che sposano l'ideologia del movimento del Three Percent e che, oltre al governo federale, percepiscono Antifa e Black Lives Matter come nemici. Mentre altri gruppi più moderati come Washington State Three Percenters hanno manifestato contro il razzismo. In una dichiarazione del marzo 2018, il gruppo originale dei Three Percenters Original ha preso pubblicamente le distanze dalla III% Security Force, etichettando la fazione come intrinsecamente anti-governativa e il suo leader, Hill, come un estremista. Il gruppo originale ha criticato i sostenitori di Hill per aver mostrato un comportamento insensibile dal punto di vista razziale e per aver demolito una replica di una moschea in un video di addestramento pubblicato su YouTube. Inoltre, la dichiarazione affermava che qualsiasi associazione tra i membri dei Three Percenters originali e la III% Security Force avrebbe comportato l'espulsione immediata e permanente dal gruppo.
Alcuni Three Percenters sposano l'ideologia dello sceriffo costituzionale e si oppongono al coinvolgimento federale, sostenendo che gli sceriffi di contea sono "la legge suprema del Paese e hanno il potere di cacciare i federali se le loro azioni sono incostituzionali".

### Struttura

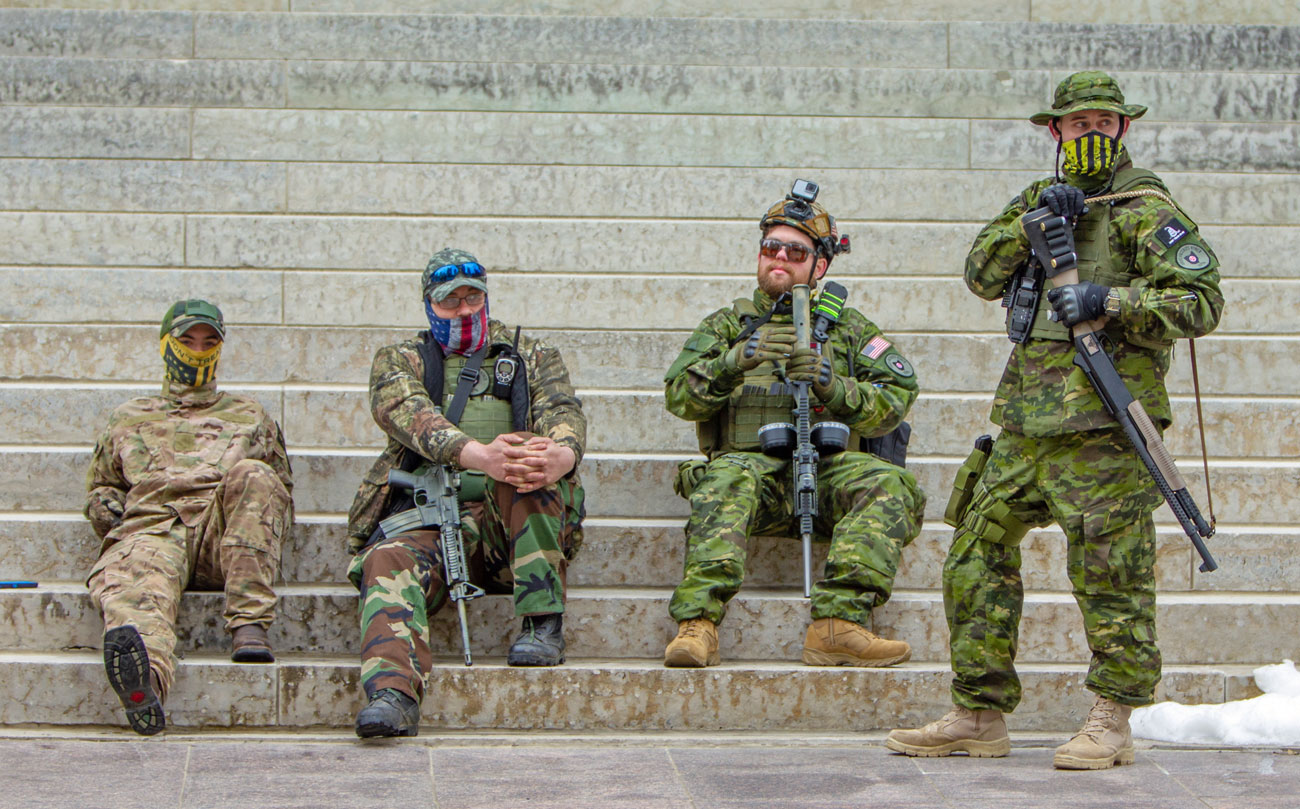
Miliziani della Ohio Security Force III%, un gruppo derivato dalla III% Security Force che in seguito si è riallineato con Three Percenters Original, radunati vicino alla Ohio Statehouse nella primavera del 2019.

La struttura dei Three Percenters è volontariamente decentralizzata in modo da fornire un'alternativa alle milizie più strutturate. Nance descrive i Three Percenters come una rete liberamente affiliata che ha una struttura a sei livelli: nazionale, regionale, statale, di zona, distrettuale e di contea. A differenza degli Oath Keepers, che mirano a reclutare forze dell'ordine e militari, i membri del Three Percent possono essere chiunque. Non c'è un'adesione formale, a parte l'addestramento con altri membri e perciò molti di loro acquistano toppe e oggetti militari per mostrare la loro fedeltà. Il movimento Three Percent ha seguaci in tutti gli Stati Uniti e alcuni gruppi noti sono ad esempio, Three-Percent United Patriots, American Patriots Three Percent, Three-Percent Security Force, Three-Percent Defense Militia, e altri gruppi denominati in base allo Stato federato o alla regione di appartenenza.
Il Newlines Institute for Strategy and Policy ha individuato — oltre ai gruppi principali come The Three Percenters Original, American Patriots The III%, United Patriots 3% e Three Percent Security Force (anche conosciuto come IIISF) — numerosi spin-off locali molti dei quali si sono staccati da organizzazioni più grandi a livello nazionale come American Constitution Elite III%, Rhode Island Patriots III% e Confederate States III%. Quest'ultimo gruppo dell'Arkansas utilizza il simbolismo confederato anziché quello statunitense.
Ogni gruppo è strutturato gerarchicamente secondo il suo statuto. Oltre all'attivismo politico, i gruppi si dedicano ad attività paramilitari come l'addestramento al tiro a segno. L'adesione a questi gruppi richiede l'opposizione alle leggi che gli stessi considerano incostituzionali. I membri prestano un giuramento simile a quello delle forze armate statunitensi.  Alcuni Three Percenter che sono anche membri attivi delle forze armate viene chiesto di prestare un giuramento aggiuntivo in cui si promette di disobbedire a determinati ordini ufficiali, come ad esempio l'ordine di disarmare i cittadini statunitensi.

### Lista non esaustiva dei gruppi negli Stati Uniti d'America
| Insegna | Nome del gruppo                 | Abbr.         | Area di azione                                                                      | Fondatore                 | Leader         | Ideologia                                    | Status legale                     | Numero membri  | Anno di fondazione | Spin-off    | Note ref.                          |
| ------- | ------------------------------- | ------------- | ----------------------------------------------------------------------------------- | ------------------------- | -------------- | -------------------------------------------- | --------------------------------- | -------------- | ------------------ | ----------- | ---------------------------------- |
|         | The Three Percenters Original   | TTPO          | Presenza nazionale                                                                  | Mike Vanderboegh († 2016) |                | Libertarismo di destra                       | Inattiva; dissoluzione volontaria | 200.000 (2020) | 2008               | No          | [ 33 ] [ 34 ]                      |
|         | American Patriots Three Percent | APIII         | Presenza nazionale                                                                  | Scott Seddon              |                | Libertarismo di destra                       | Attiva                            | N/A            | 2009               | N/A         | [ 33 ] [ 35 ]                      |
|         | Georgia Three Percent Martyrs   | N/A           | Georgia (Bremen)                                                                    | Justin Thayer             |                | Trumpismo                                    | Attiva                            | N/A            | 2020               | N/A         | [ 35 ] [ 36 ]                      |
|         | Georgia III% Security Force     | III%SF        | Georgia                                                                             | Chris Hill                | Chris Hill     | Libertarismo di destra Trumpismo Islamofobia | Attiva                            | N/A            | N/A                | Sì          | [ 33 ] [ 35 ] [ 37 ] [ 38 ]        |
|         | III% United Patriots            | III%UP        | Colorado, Florida, Georgia, Minnesota, Missouri, Carolina del Nord, Texas, Virginia |                           |                | Libertarismo di destra                       | Attiva                            | N/A            | N/A                | N/A         | [ 33 ] [ 35 ]                      |
|         | Three Percent of Washington     | WA3%          | Washington                                                                          | Matt Marshall             |                | Conservatorismo Survivalismo Antirazzismo    | Attiva                            | N/A            | N/A                | Sì          | [ 35 ] [ 28 ] [ 39 ] [ 39 ]        |
|         | White Rabbit Militia            | White Rabbits | Illinois                                                                            | Michael Hari              |                | Fondamentalismo cristiano Islamofobia        | Inattiva; componenti arrestate    | c. 5           | N/A                | N/A         | [ 40 ] [ 41 ] [ 42 ] [ 43 ] [ 44 ] |
|         | Real 3% of Idaho                | Real III%'ers | Idaho                                                                               | Eric Parker               |                | Costituzionalismo                            | Attiva                            | N/A            | N/A                | N/A         | [ 35 ] [ 45 ] [ 46 ]               |
|         | Ohio Security Force III%        |               | Ohio                                                                                |                           | Skylar Steward | Sentimenti antigovernativi                   | N/A                               | N/A            | N/A                | Riallineato | [ 29 ]                             |

## Storia

### Fondazione

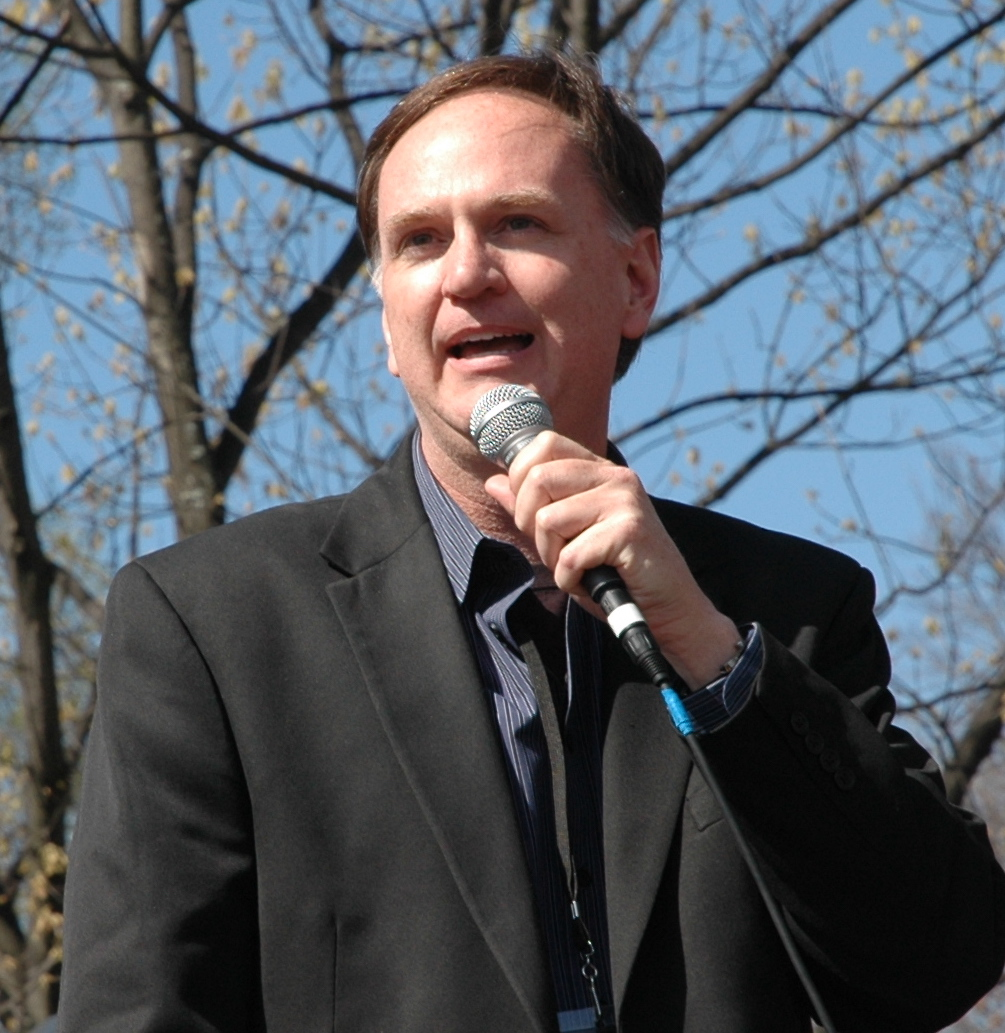
Michael Graham, personalità mediatica conservatrice statunitense citato dal ricercatore William Allchorn come il fondatore dei Three Percenters.

Secondo la versione più accettata, il movimento del 3% è stato fondato da Michael "Mike" Brian Vanderboegh (1952–2016). Originariamente attivo nell'estrema sinistra, Vanderboegh è stato coinvolto per la prima volta nell'attivismo antigovernativo attraverso i gruppi di sinistra, partecipando a gruppi come Students for a Democratic Society, il Socialist Workers Party e il Maoist Progressive Labor Party dal 1969 al 1975. La sua svolta avvenne nel 1977 dopo aver letto La via della schiavitù di Friedrich von Hayek, momento in cui si distaccò dal comunismo. Dopo essere stato introdotto al libertarismo, decise di diventare un fervente sostenitore del secondo emendamento e, negli anni '90, a coinvolgersi attivamente nel movimento della milizia. In seguito, Vanderboegh ha avuto un ruolo importante nella Milizia dell'Alabama e negli Oath Keepers.
Nel 2008, Vanderboegh ha pubblicato online il suo romanzo a puntate "Absolved", presentandolo come un monito contro le azioni arbitrarie degli agenti dell'ATF. Quest'opera ha guadagnato notorietà nel 2011, quando quattro presunti membri di una milizia della Georgia sono stati arrestati per aver pianificato un attacco biologico presumibilmente ispirato dal suo romanzo. Vanderboegh si è dissociato da tale complotto. È deceduto il 10 agosto 2016.
Secondo un'altra versione riportata dal ricercatore William Allchorn, il fondatore dei Three Percenters è Michael Graham. Nel 2013, un gruppo di agenti di polizia di Jersey City, appartenenti all'Unità Servizi di Emergenza, formò un'ala dei Three Percenters all'interno del dipartimento. Michael Graham affermò che questi agenti non avrebbero dovuto essere soggetti a disciplina.

### Presidenza di Barack Obama
Attivi soprattutto durante la presidenza Obama, i Three Percenters giustificavano la loro esistenza come risposta all'aumento dello statalismo negli Stati Uniti. Il fondatore credeva che l'escalation era inevitabile. Con il primo anno della presidenza Obama, in particolare con i tentativi di approvare la legislazione sulla sanità, Vanderboegh si preparava per la rivoluzione affermando: "Dovreste capire che stiamo rapidamente arrivando a un punto in cui metà della popolazione si convincerà dell'illegittimità di questa amministrazione e dei suoi progetti sulla nostra libertà. Devo ricordarvi che questa parte è quella che possiede la maggior parte delle armi da fuoco?".
I suoi sostenitori si sarebbero dovuti preparare alla The Big Die Off  (TBDO): "Quando un computer si blocca, lo si butta via e se ne compra un altro. Quando i sistemi politici, le nazioni o le civiltà falliscono, crollano in un'esplosione di sangue e carneficine, che di solito si conclude con montagne di cadaveri, schiavitù e una lunga notte buia di tirannia. Il sistema ha subito uno o più errori fatali e deve essere spento in questo momento. Se riuscirete a sopravvivere alla Grande Morte con qualcosa che valga la pena di preservare, dipende da voi ". Come avverte la home page del vecchio sito di Vanderboegh, "tutta la politica in questo Paese ora è solo una prova generale per la guerra civile".

### III Arms Co. eIII Citadel Project
L'immagine del movimento è stata sfruttata per creare servizi e prodotti commerciali personalizzati per i sostenitori del movimento. Tra le attività più note a scopo di lucro vi sono l'azienda produttrice di armi da fuoco III Arms Co. e la comunità pianificata chiamata The Citadel ("la Cittadella") nella contea rurale di Benewah, nell'Idaho settentrionale. Questa comunità è stata progettata per ospitare fino a 7.000 persone in seguito a un grave disastro. I dirigenti della III Arms Company, come Christian Allen Kerodin e James L. Miller Jr., avrebbero dovuto guidare il progetto della comunità, che avrebbe imposto l'obbligo di possedere armi a partire dai 13 anni e avrebbe espulso i dissidenti politici come "azione preventiva".
(Christian Kerodin, controverso promotore del progetto che è stato condannato per attività illecite)
Nonostante la natura dell'organizzazione, l'ATF ha approvato i permessi di produzione d'armi della III Arms Co. e, ad oggi, lo stato del progetto della comunità non è chiaro. Nel 2013, le forze dell'ordine locali hanno descritto il progetto come una "truffa". I media hanno definito il progetto come liberista (libertarian) e survivalista.

### Stallo di Bundy del 2014
Nel periodo tra l'aprile e il maggio 2014, alcune milizie Three Percenters hanno partecipato insieme ad altri estremisti (la CSPOA, gli Oath Keepers, la Praetorian Guard, la White Mountain Militia e la Missouri Citizens Militia) allo scontro di Bundy nel sud-est del Nevada. Il confronto armato tra i sostenitori dell'allevatore Cliven Bundy e le forze dell'ordine è il seguito di una disputa legale in cui il Bureau of Land Management (BLM) aveva ottenuto ordini del tribunale che ingiungevano all'allevatore di pagare oltre 1 milione di dollari di tasse di pascolo.
Il leader della Real 3% of Idaho, Eric Parker, si è piazzato in posizione prona come cecchino su un ponte durante lo scontro vicino al ranch di Cliven Bundy a Bunkerville, in Nevada. Parker ha puntato il fucile verso il campo base del Bureau of Land Management (BLM), questo atto è stato visto dai procuratori come terrorismo interno. Il background politico di Parker è controverso: ha dichiarato che da giovane fosse un manifestante antifa di Phoenix; sul braccio ha tatuata la bandiera nera.

### Manifestazioni e attività politica

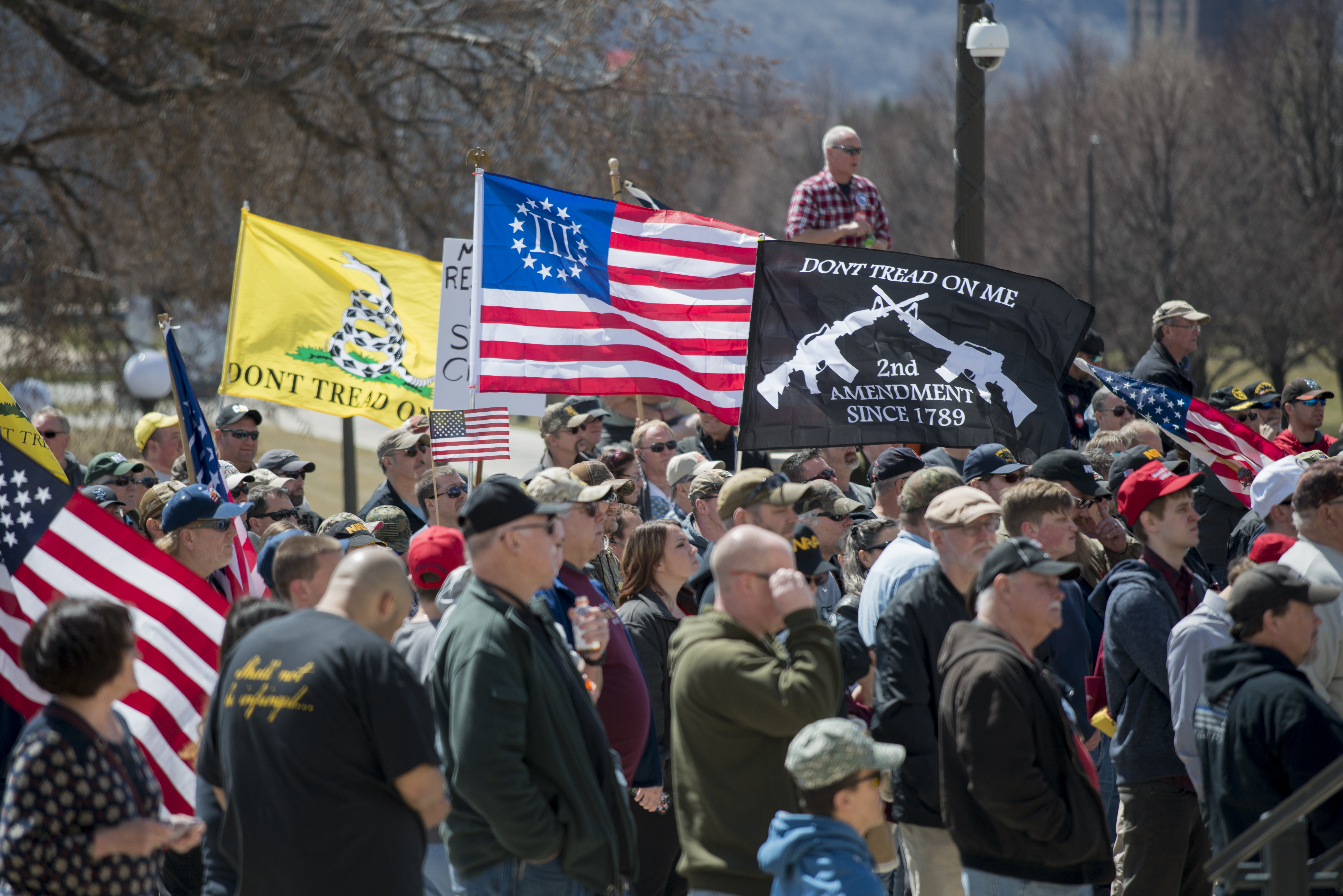
Manifestazione contro il controllo delle armi al Campidoglio del Minnesota, 28 aprile 2018.

Politici del Partito Repubblicano come Janice McGeachin, Lauren Boebert, Marjorie Taylor Greene, Chris Miller e Shane Hernandez si sono associati ai miliziani durante campagne elettorali, eventi e manifestazioni. La giornalista Caroline Orr del Byline Times afferma che i miliziani Three Percenter hanno partecipato a vari eventi anti-lockdown, in parte finanziati da alcuni dei più ricchi donatori conservatori degli Stati Uniti, tra cui la famiglia Mercer, la famiglia DeVos e il canale di denaro Donors Trust.
La Bureau of American Islamic Relations (BAIR), un gruppo associato al più ampio Three Percent movement, ha condotto proteste armate nei pressi di alcune moschee in Texas. Il 22 novembre 2015 vicino una moschea sunnita a Irving e il 2 aprile 2016 fuori una moschea di Nation of Islam a Dallas.
Un gruppo di Three Percenters ha fornito servizio di sicurezza per un evento trumpista del 2017 tenuto dai Patriot Prayer chiamato "Rally for Trump and Freedom".
La Washington State Three Percenters (WA3%) fondata da Matt Marshall è il ramo dei Three Percenters nello stato federato di Washington che ha partecipato a manifestazioni anti-razziste con il Puget Sound John Brown Gun Club (PSJBGC), un gruppo di sostenitori delle armi da fuoco di estrema sinistra. La collaborazione fra i due gruppi è terminata dopo le controversie sull''attentato incendiario del 2019 a Tacoma, perpetrato da un ex membro del PSJBGC.
I membri del WA3% avevano proposto un'ipotetica occupazione del campidoglio di Olympia (la capitale dello stato di Washington) che sarebbe dovuta iniziare la notte del 10 gennaio 2021.
Nel giugno 2019, il governatore dell'Oregon Kate Brown ha inviato la Polizia di Stato dell'Oregon per riportare al Campidoglio 11 senatori repubblicani assenti. I senatori repubblicani si erano nascosti per impedire il voto su una proposta di cap-and-trade con l'obiettivo di ridurre le emissioni di gas serra entro il 2050 per combattere il cambiamento climatico. I Three Percenters hanno offerto il loro sostegno ai senatori repubblicani, dichiarando che avrebbero "fatto tutto il necessario per mantenere questi senatori al sicuro". Il 22 giugno 2019, una sessione del Senato dell'Oregon è stata annullata quando l'Oregon State Capitol è stato chiuso a causa di un avvertimento da parte della polizia di Stato di una "possibile minaccia della milizia".
La Georgia III% Matyrs ("Martiri del III% della Georgia") è un gruppo paramilitare formatosi nell'Aprile 2020 sotto la guida di Justin “Slayer” Thayer con sede in Georgia. I Martyrs sono una delle 20 milizie attive nello stato federato della Georgia, hanno fornito servizio di vigilanza privata alla rappresentante della Georgia Marjorie Taylor-Greene e all'allora senatrice Kelly Loeffler durante un raduno per il secondo emendamento a Ringgold, in Georgia, il 19 settembre 2020.  Il 6 aprile 2020, il gruppo ha risposto a un commento sul nome del gruppo su un forum web utilizzato per il reclutamento chiamato mymilitia.com, dicendo: "Abbiamo scelto quel nome perché siamo disposti a morire per le nostre convinzioni e la nostra causa. Non tutti sono pronti a farlo".
Nel maggio 2020, durante una manifestazione per il Secondo Emendamento nel fine settimana del Memorial Day a Frankfort, in Kentucky, i Three Percenters e altri manifestanti hanno violato diverse barriere off-limit per accedere al portico della Governor's Mansion, la residenza principale del governatore Andy Beshear, e hanno iniziato a disturbare gli occupanti della Mansion in risposta alle restrizioni del governatore relative alla pandemia COVID-19. Poco dopo, i membri del gruppo si sono allontanati di diverse centinaia di metri e hanno innalzato da un albero un'effigie con il volto del governatore e un cartello con scritto sic semper tyrannis ("così sempre ai tiranni"). Alcuni funzionari statali si erano uniti ai Three Percenters in occasione di eventi precedenti, tra cui i rappresentanti dello Stato del Kentucky Savannah Maddox e Stan Lee, e il senatore dello Stato del Kentucky John Schickel. Beshear ha etichettato Three Percenters come "radicali", che le loro azioni erano "volte a creare paura e terrore", e ha dichiarato che i funzionari che sono apparsi ai precedenti eventi dei Three Percenters "non possono alimentare le fiamme e poi condannare il fuoco".

### Unite the Right rally

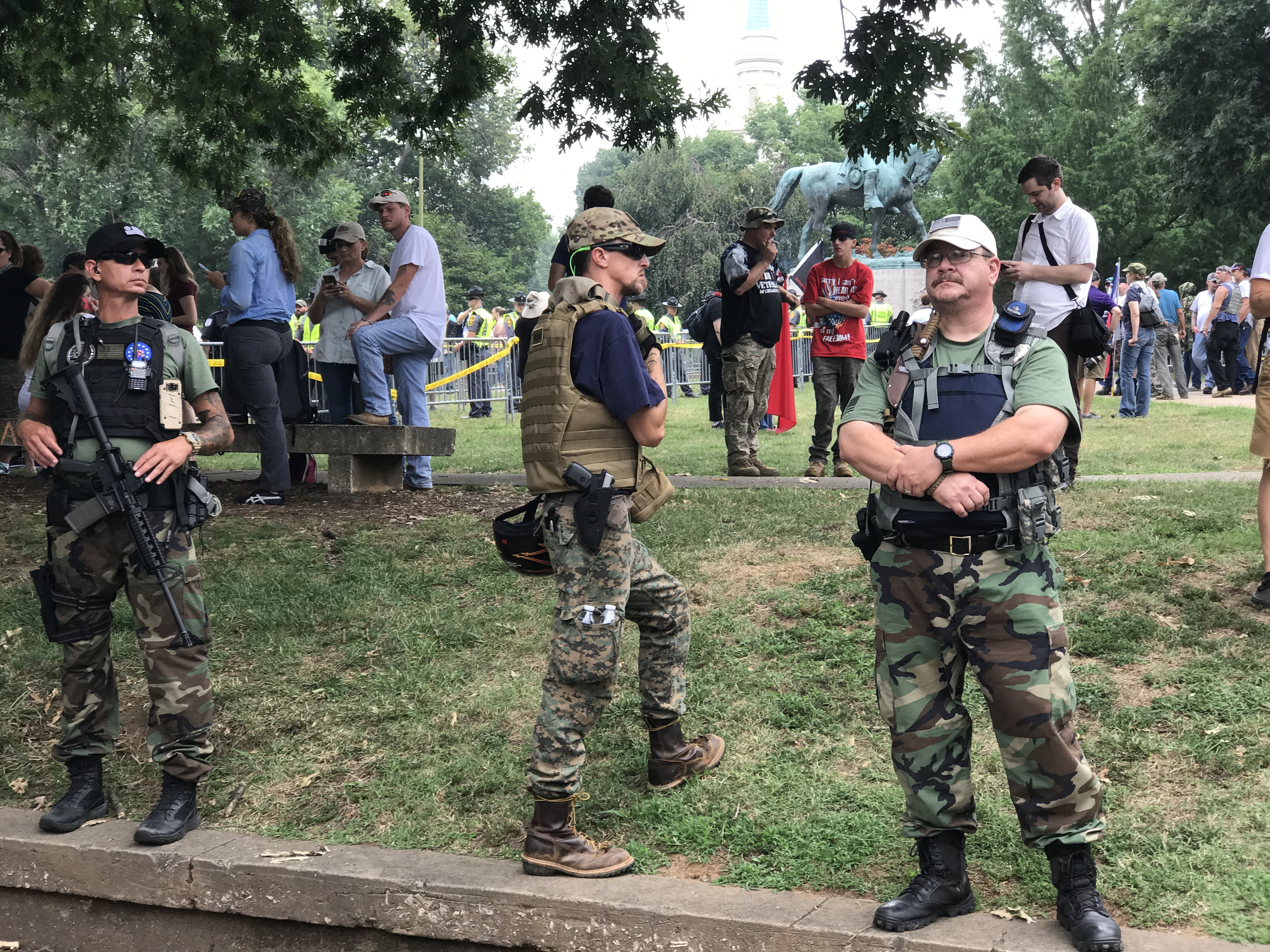
I Three Percenters pattugliano Emancipation Park a Charlottesville, Virginia.

Diversi Three Percenters erano presenti allo Unite the Right rally tenutosi a Charlottesville, in Virginia, nell'agosto 2017; hanno dichiarato insieme alla Redneck Revolt, una milizia di sinistra, "di aver cercato di sventare gli scontri e di fornire assistenza medica di emergenza". Dopo gli eventi di Charlottesville, il "Consiglio nazionale" dei Three Percenters ha emesso un "ordine di ritiro", affermando "non ci allineeremo con alcun tipo di gruppo razzista".

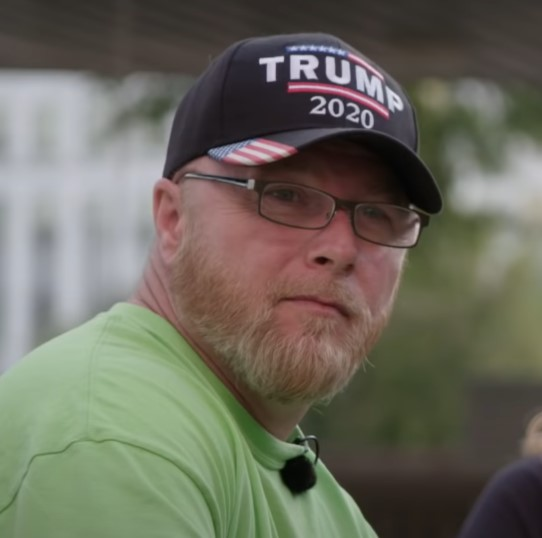
Chris Hill ("General Blood Agent"), fondatore della Georgia III% Security Force.

Alex Michael Ramos, un precedente membro di origine portoricana della III% Security Force con sede in Georgia, è stato condannato a sei anni di carcere per aver aggredito un ragazzo afroamericano in un parcheggio durante lo Unite the Right rally.
La III% Security Force è una delle numerose milizie che hanno manifestato a Stone Mountain. Fondata nel 2014 e guidata dall'ex marines Chris Hill ("General Blood Agent"), la milizia ha invocato il desiderio per una guerra civile e svolge regolarmente addestramenti paramilitari. Inoltre, ha organizzato raduni a livello nazionale per rivendicare la necessità di una riparazione delle rimostranze contro il governo degli Stati Uniti e ha partecipato alle proteste contro i risultati delle elezioni presidenziali del 2021. I membri del gruppo si sono spesso presentati armati. Il leader è un collaboratore di lunga data della deputata repubblicana Marjorie Taylor-Greene, che ha partecipato a diversi eventi in cui il gruppo era presente.

### Occupazione del Malheur National Wildlife Refuge
Nel 2016 un gruppo di Three Percenters dell'Idaho (i "Real 3% of Idaho") ha partecipato alla occupazione del Malheur National Wildlife Refuge organizzata da Ammon Bundy, figlio dell'autore del precedente scontro in Nevada del 2014. Già dal 2015 il gruppo Real 3% of Idaho aveva protestato contro il reinsediamento dei rifugiati in quello Stato. Nel 2016 il gruppo "3 Percenter of Idaho" ha annunciato che avrebbe inviato alcuni dei suoi membri a sostegno dell'occupazione del Malheur National Wildlife Refuge in Oregon, presumibilmente per "rendere sicuro il perimetro" e per prevenire una "situazione in stile Waco". Due giorni prima, Vanderboegh aveva descritto gli occupanti come "una collezione di frutta e noci". "Quello che Bundy e questa collezione di frutta e noci hanno fatto è stato dare ai federali l'opportunità perfetta per portare avanti la loro agenda per screditarci", ha detto.

### Tentati rapimenti
Nell'ottobre 2020, Barry G. Croft Jr., un leader nazionale dei Three Percenters è stato incriminato per aver tramato di rapire la governatrice del Michigan Gretchen Whitmer – il tentato rapimento ha coinvolto altri noti estremisti: vari aderenti del movimento Boogaloo e i Wolverine Watchmen, una propaggine della Michigan Militia. Croft è stato identificato come il secondo in comando del ramo del Wisconsin dei Three Percenters.

### Attentati

#### Progetto di attentato veicolo bomba contro una banca nel centro di Oklahoma City
Nel 2017, un ventitreenne dell'Oklahoma, Jerry Drake Varnell, è stato arrestato con l'accusa federale di aver progettato un attentato con un veicolo bomba contro una banca nel centro di Oklahoma City, sul modello dell'attentato di Oklahoma City del 1995. Durante un incontro del 2017 con agenti dell'FBI sotto copertura, Varnell si è identificato con il movimento Three Percenters, dicendo di sottoscrivere "l'ideologia del III%" e di avere l'intenzione di "iniziare la prossima rivoluzione". Nel marzo 2020, Varnell è stato dichiarato colpevole di cospirazione per l'uso di un ordigno esplosivo per danneggiare un edificio utilizzato nel commercio interstatale e di pianificazione dell'uso di un'arma di distruzione di massa contro una proprietà utilizzata nel commercio interstatale. È stato condannato a 25 anni di carcere.

#### Attentato dinamitardo al centro islamico Dar Al-Farooq di Bloomington, Minnesota
L'Attentato dinamitardo al centro islamico Dar Al-Farooq è stato perpetrato dalla White Rabbit Militia, una milizia antigovernativa guidata dall'ex vice-sceriffo Michael Hari che aveva l'obiettivo di "riprendersi l'America" usando tattiche di guerriglia. Nel 2018, tre uomini sono stati arrestati in relazione all'attentato dinamitardo al centro islamico Dar Al-Farooq di Bloomington, Minnesota. L'attentato non è stato letale.

#### Complotto bomba clinica per aborto di Champaign, Illinois
Nel novembre 2018 la White Rabbit Militia, già responsabile del precedente attentato, è stata incriminata per un complotto bomba volto a distruggere la Women's Health Practice, una clinica che praticava l'aborto.
Gli attentatori si sono definiti sul loro sito web come degli "americani mainstream dei bei tempi andati" che vogliono epurare "il lievito socialista, comunista, nazista e femminista dalla terra e riportarla all'autogoverno." Il movente dell'attentato è stato descritto come fondamentalismo cristiano.
I documenti del tribunale del Minnesota hanno rivelato piani di attacchi futuri in diversi Stati:
- un piano di attentato a una sede di Planned Parenthood a Saint Paul;
- un piano di riscatto contro la Canadian National Railway, minacciando di danneggiare i binari in Illinois se la compagnia non avesse pagato;
- una rapina di una filiale della Bank of America in Missouri, perché i miliziani avrebbero associato la banca a George Soros.

### Assalto al campidoglio degli Stati Uniti d'America del 6 gennaio 2021

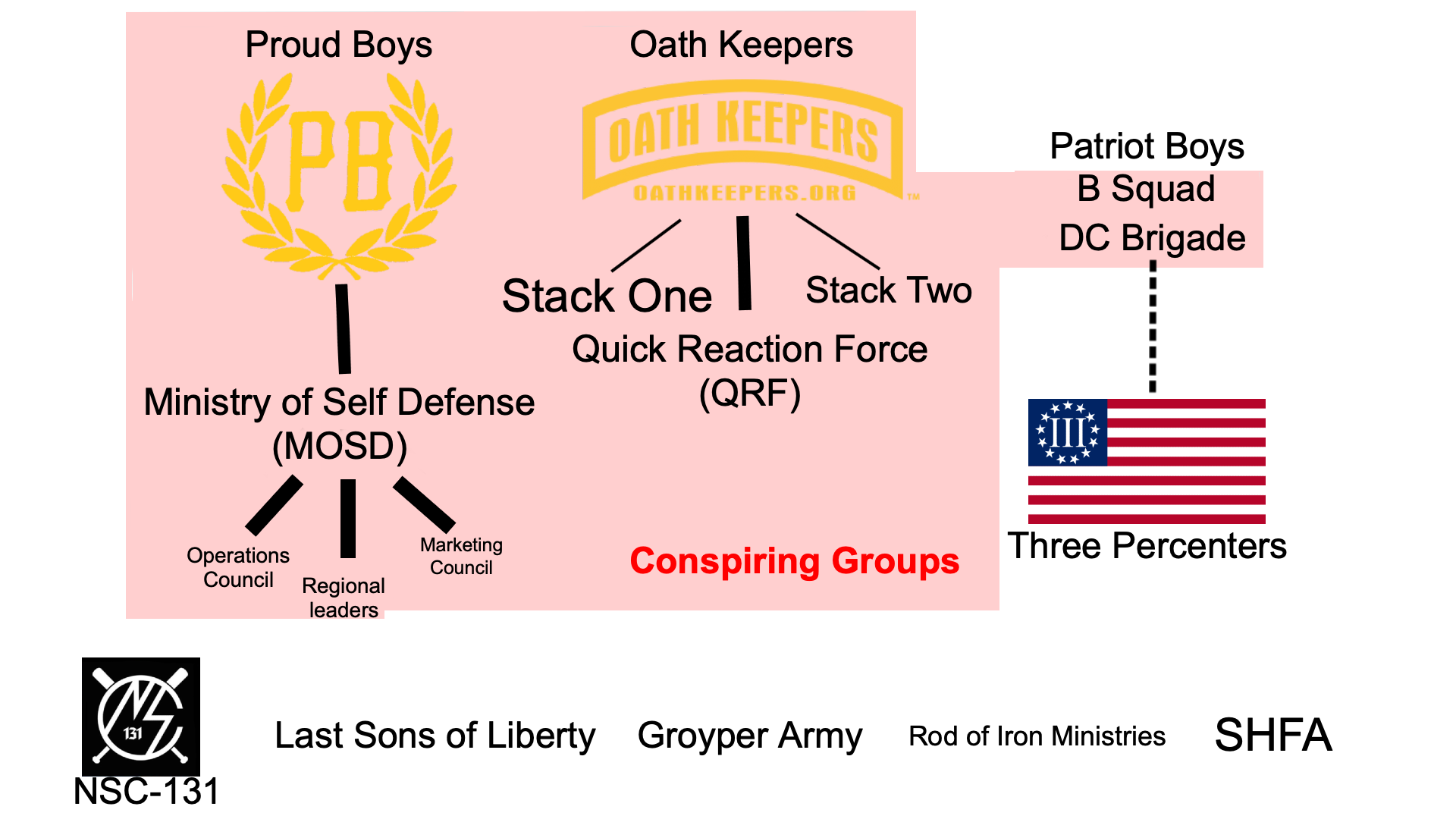
Diagramma dei gruppi coinvolti nella cospirazione.

Durante le proteste e l'assedio al Campidoglio degli Stati Uniti il 6 gennaio 2021, i sostenitori Three Percenters erano presenti e indossavano abiti o simboli emblematici. Dopo aver superato le linee di polizia o essere stati lasciati passare attraverso diversi perimetri di sicurezza, questi gruppi hanno occupato, vandalizzato e violato il Campidoglio, mettendo il palazzo in stato di caos per diverse ore. Almeno un individuo affiliato al movimento è stato arrestato per il suo coinvolgimento. L'uomo era affiliato anche ad altri due gruppi estremisti, i Proud Boys e gli Oath Keepers.
Un camion di proprietà di Chris Miller, rappresentante dello Stato dell'Illinois e marito di Mary Miller, con un adesivo dei Three Percenters è stato trovato in una zona di divieto. In seguito a ciò, la Camera dell'Illinois ha votato per la censura di Miller per la sua partecipazione alla manifestazione "Save America" che ha preceduto l'insurrezione al Campidoglio da parte dei sostenitori di Trump. Le fazioni dei Three Percenters coinvolte comprendo: la "DC Brigade", i "Patriot Boys of North Texas" e la "B Squad".

Un individuo affiliato ai Three Percent movement, Guy Reffitt, di Wylie, Texas, è stato coinvolto attivamente nell'insurrezione. Durante l'evento, indossava un giubbotto antiproiettile e aveva con sé una pistola e manette di plastica, perché intenzionato a rimuovere e "arrestare" Nancy Pelosi, la speaker della Camera, e Mitch McConnell, leader della maggioranza del Senato. Quest'uomo è stato considerato colui che ha scatenato l'azione e ha contribuito a rendere la folla inarrestabile. È stato giudicato colpevole di cinque accuse e condannato a oltre sette anni di prigione.

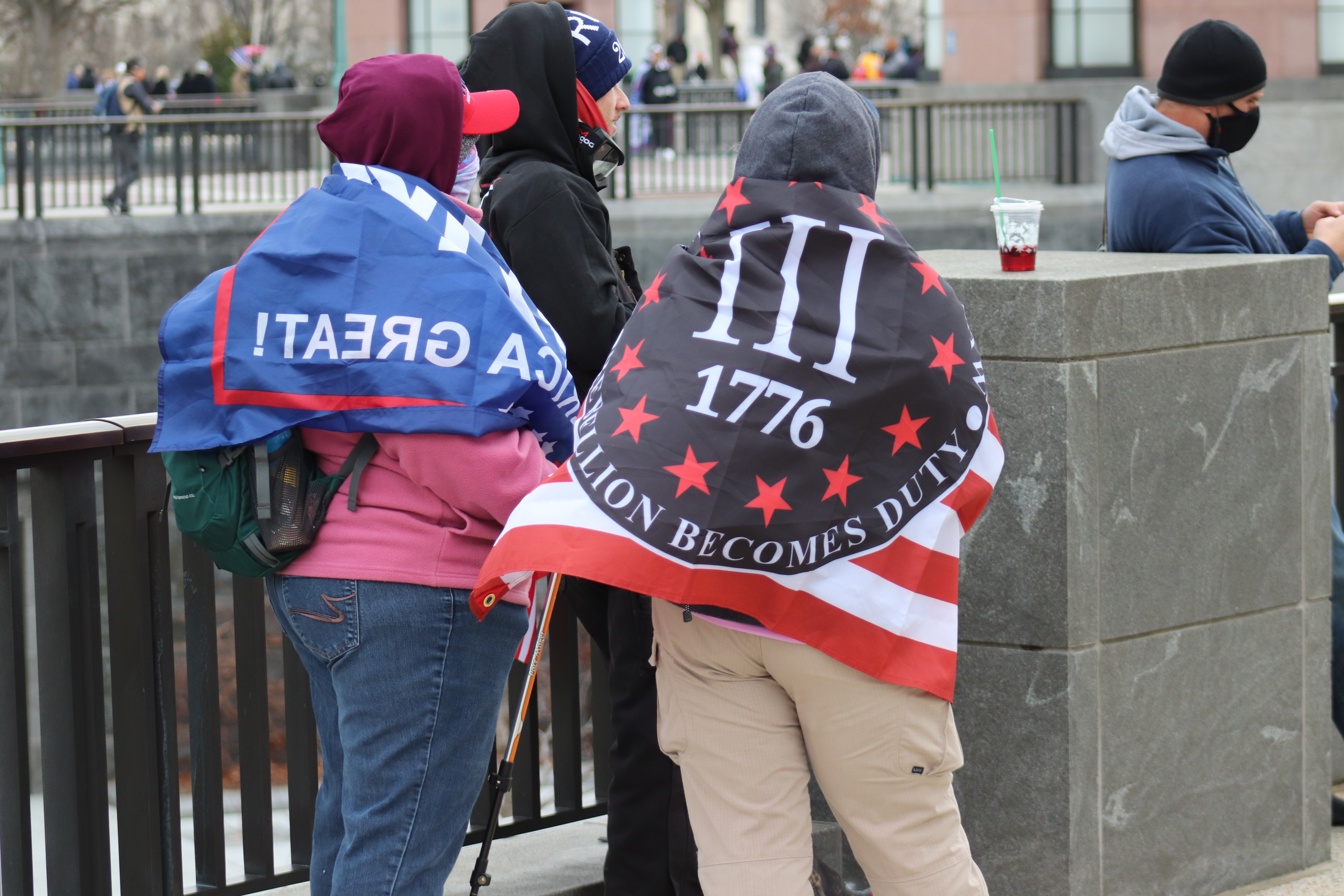
Un manifestante indossa una bandiera dei Three Percenters durante l'assalto al Campidoglio del 2021.

Nel giugno 2021, sei uomini identificati come membri dei Three Percenters sono stati incriminati da un gran giurì con l'accusa di aver cospirato per ostacolare le procedure del Congresso. Si sostiene che abbiano coordinato il loro viaggio a Washington D.C. con l'intento di impedire lo svolgimento delle attività del Congresso, alcuni indossando giubbotti antiproiettile, attrezzature tattiche e almeno uno con un coltello. Hanno dichiarato di agire come sicurezza per figure come Roger Stone, amico e consigliere di Trump. Tutti si sono dichiarati non colpevoli; questi sono:
- Alan Hostetter di San Clemente, California, ex capo della polizia di La Habra e istruttore di yoga, è stato accusato di cospirazione per ostacolare un procedimento ufficiale. Hostetter è stato condannato a 135 mesi di carcere[123];
- Erik Scott Warner di Menifee, California, è accusato di reati federali che includono cospirazione, ostruzione di un procedimento ufficiale e ingresso illegale in edifici o terreni riservati;
- Felipe Antonio "Tony" Martinez di Lake Elsinore, California, è accusato di reati federali che includono cospirazione, ostruzione di un procedimento ufficiale e ingresso illegale in edifici o terreni riservati;
- Derek Kinnison di Lake Elsinore, California, è accusato di reati federali che includono cospirazione, ostruzione di un procedimento ufficiale, ingresso illegale in edifici o terreni riservati e manomissione di documenti o procedimenti;
- Ronald Mele di Temecula, California, è accusato di reati federali che includono cospirazione, ostruzione di un procedimento ufficiale e ingresso illegale in edifici o terreni riservati;
- Russell Taylor, di Ladera Ranch, è accusato di reati federali che includono cospirazione, ostruzione di un procedimento ufficiale e ingresso illegale in edifici o terreni riservati. È anche accusato di aver ostacolato le forze dell'ordine durante un disordine civile e di possesso illegale di un'arma pericolosa sul suolo del Campidoglio.[122]

### Incidenti minori
Nell'aprile 2013, un gruppo di agenti di polizia di Jersey City, New Jersey, sono sanzionati per aver indossato delle toppe con la scritta "One of the 3%".
In seguito alle sparatorie del 2015 a Chattanooga, Tennessee, in un centro commerciale, in un centro di reclutamento militare e in un centro di supporto operativo della Marina degli Stati Uniti, i Three Percenters, gli Oath Keepers e altri gruppi di miliziani hanno iniziato a organizzare raduni armati al di fuori dei centri di reclutamento in diversi Stati, con l'obiettivo dichiarato di fornire protezione ai membri del servizio, ai quali era vietato portare armi mentre erano in servizio nei centri di reclutamento civili. In risposta, la Divisione Sicurezza del Centro Operativo di Comando dell'Esercito degli Stati Uniti ha emesso una lettera in cui si ordinava ai soldati di non interagire o riconoscere civili armati fuori dai centri di reclutamento, e che "se interrogati da questi presunti cittadini preoccupati, siate educati, professionali e terminate immediatamente la conversazione e segnalate l'incidente alle forze dell'ordine locali", osservando che l'ufficiale che ha emesso la lettera è "sicuro che i cittadini abbiano buone intenzioni, ma non possiamo presumerlo in tutti i casi e non vogliamo sostenere questo comportamento".

## Segni distintivi

### Nome

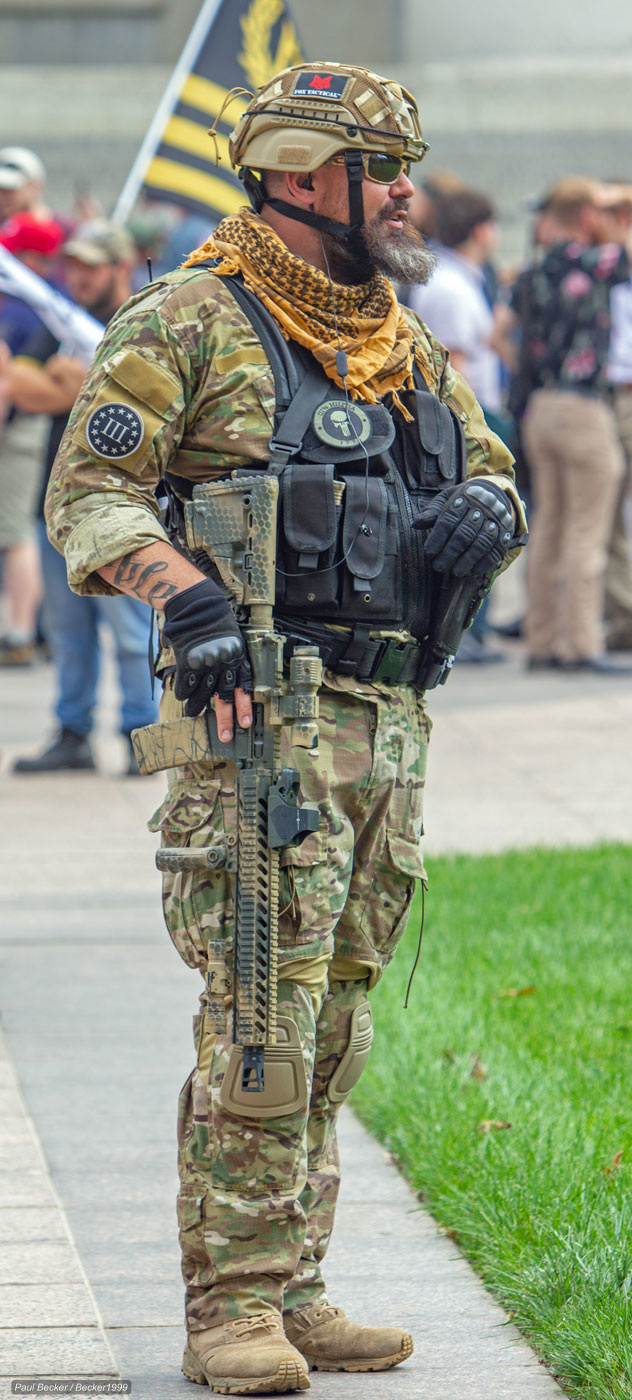
Un militante Three Percenter in mimetica vicino alla Statehouse dell'Ohio durante una manifestazione pro-armi in opposizione alle leggi sulla segnalazione preventiva nel luglio 2019.

Il nome dei Three Percenters, creato nel 2008, si basa su un'affermazione storica imprecisa, secondo cui solo il 3% dei coloni prese le armi contro il Regno di Gran Bretagna nella guerra rivoluzionaria.

### Abbigliamento
I Three Percenters in genere sono armati e vestiti in mimetica; si adornano con emblemi rappresentati il numero romano "III" e sono anche stati visti indossare delle toppe con il teschio di "The Punisher" della Marvel Comics. La forte associazione del numero romano "III" con i Three Percenters ha costretto un'unità del Comando per le Operazioni Speciali dell'Esercito – Trauma 3 – a modificare il loro emblema: il vecchio emblema usava il numero romano combinato con un cerchio di stelle volto a richiamare la bandiera di Betsy Ross.

### Gesti e simboli
Il gesto della mano usato per indicare l'affiliazione con i Three Percenters consiste nel distendere il dito medio, l'anulare e il mignolo per rappresentare il numero romano "III".
A volte il gesto dei Three Percenters è stato confuso con il gesto di OK, spesso usato dai suprematisti bianchi nelle campagne di trolling per formare le lettere "W" e "P" ("White Power"). Stando all'ADL, i Three Percenters non sono tipicamente suprematisti bianchi e spesso usano un gesto con la mano per simboleggiare il loro movimento, estendendo le dita medio, anulare e mignolo per rappresentare il numero romano "3". Questo gesto, da certi angoli, può assomigliare al gesto della mano che fa "okay" ed è il motivo per cui a volte è stato interpretato erroneamente.
Simboli comuni dell'immaginario della rivoluzione americana vengono generalmente usati dai miliziani, tra questi: il Liberty Tree, la bandiera di Gadsden e la bandiera di Betsy Ross.

### Motti e slogan
I motti e gli slogan adottati dai Three Percenters includono talvolta citazioni dei Padri fondatori degli Stati Uniti, come George Washington e Thomas Jefferson, o estratti dalla Costituzione degli Stati Uniti. Tra questi, troviamo frasi come "When tyranny becomes law, rebellion becomes duty" e varianti, "All enemies foreign and domestic", e "The tree of liberty must be refreshed from time to time with the blood of patriots and tyrants." Un altro slogan è "Well Regulated American Militia". Altri esempi di motti utilizzati dal gruppo sono "We are everywhere" e "expect us", "I became unreasonable" e "I will not comply". Utilizzano anche "sic semper tyrannis" e la frase greca "Μολον λαβε" (Molon Labe), che significa "vieni e prendilo" (come and take it).

### Esplicative
1. ↑  Le fazioni interne del movimento (spin-off inclusi) sono eterogenee e non necessariamente coerenti. Esse comprendono:

  - Libertari di destra;
  - Nativisti¹ (ad es. White Rabbit Militia)

  1. Fondamentalisti cristiani
  2. Islamofobi

  - Cittadini sovrani
  - Sostenitori degli sceriffi costituzionali;
  - Costituzionalisti;
  - Conservatori;
  - Antirazzisti (ad es. Washington State Three Percenters);
  - Trumpisti;
  - Survivalisti.

1. Negli Stati Uniti d'America il nativismo non è esclusivo degli abitanti nativi originari (ossia, i Nativi Americani), ma anche degli abitanti consolidati da tempo (ossia i figli di immigrati). Si veda:  Ray A. Billington, The Protestant Crusade, 1800–1860: A Study of the Origins of American Nativism (1938)
2. ↑  Abbreviato: 3 Percenters, 3%ers e III%ers.
3. ↑  In passato anche in Canada
4. ↑  Nome completo: "White Rabbit Militia — Illinois Patriot Freedom Fighters, Three Percent"
5. ↑  Michael B. Hari, Michael McWhorter, Joe Morris, Ellis J. Mack e Wesley Johnson
6. ↑  Anche detta The Real Three Percenters Idaho

### Referenziali
1. ↑  (EN) Hannah Allam, A rural Washington school board race shows how far-right extremists are shifting to local power [Una corsa al consiglio scolastico nella zona rurale di Washington mostra come gli estremisti di estrema destra si stiano spostando verso il potere locale], su washingtonpost.com.
2. 1 2  Gartenstein-Ross e Clarke, p. 5.
3. ↑   Amazon still selling merchandise for far-right groups with ‘a track record of violence’ [Amazon continua a vendere merce per gruppi di estrema destra con "precedenti di violenza".], su sacbee.com.
4. 1 2  Balleck, p. 315.
5. ↑  Limes, p. 39; pp. 90-91.
6. ↑  (EN) Examining Extremism: The Militia Movement [Esaminando l'estremismo: il movimento della milizia], su csis.org. URL consultato il 16 settembre 2023.
7. 1 2  (EN) Spencer Sunshine, Profile on the Right: Three Percenters, in Political Research Associates, 5 gennaio 2016. URL consultato il 29 luglio 2023.
8. ↑  (EN) Stanford University, Mapping Militant Organizations. “Three Percenters.”, su cisac.fsi.stanford.edu. URL consultato il 29 luglio 2023.
9. ↑  (EN) Guerra nel West: Lo stallo del ranch dei Bundy e la destra radicale americana, su Southern Poverty Law Center. URL consultato il 23 novembre 2022.
10. ↑  (EN) Far-right activist Ammon Bundy's rush to save an Idaho ranch ends without a standoff [La corsa dell'attivista di estrema destra Ammon Bundy per salvare un ranch in Idaho si conclude senza uno stallo], su Los Angeles Times, 15 novembre 2019. URL consultato il 10 febbraio 2023.
11. ↑  (EN) Neil MacFarquhar, Far-Right Groups Are Splintering in Wake of the Capitol Riot [I gruppi di estrema destra si spaccano sulla scia della rivolta in Campidoglio], in The New York Times, 2 marzo 2021. URL consultato il 23 novembre 2022.
12. ↑  (EN) Harriet Alexander, The Wolverine Watchmen: who are the militia 'behind the Michigan kidnap plot'? [I Wolverine Watchmen: chi sono i miliziani "dietro il rapimento in Michigan"?], in The Telegraph, 8 ottobre 2020. URL consultato il 23 novembre 2022.
13. ↑  (EN) Mark Hosenball e Jan Wolfe, Three Percenters militia members charged in U.S. Capitol attack [I membri della milizia Three Percenters accusati dell'attacco al Campidoglio degli Stati Uniti], in Reuters, 10 giugno 2021. URL consultato il 29 luglio 2023.
14. ↑  (EN) Former Three Percenter says he took a gun to January 6 Capitol attack - CBS News [L'ex Three Percenter dice di aver portato una pistola all'attacco del 6 gennaio al Campidoglio], su cbsnews.com, 4 marzo 2022. URL consultato il 16 settembre 2023.
15. ↑  (EN) This Three Percenter Militia Group Just Cancelled Itself Because of the Capitol Riots [Questo gruppo di miliziani Three Percenter si è appena autocancellato a causa delle rivolte in Campidoglio], su vice.com. URL consultato il 23 novembre 2022.
16. ↑  (EN) David Ljunggren e David Ljunggren, Canada puts U.S. Three Percenters militia on terror list, cites risk of violent extremism [Il Canada inserisce la milizia statunitense Three Percenters nella lista dei terroristi, citando il rischio di estremismo violento], in Reuters, 25 giugno 2021. URL consultato il 23 novembre 2022.
17. ↑  Sfavorevoli all'occupazione insieme il Pacific Patriots Network (PPN).
18. ↑  Beutel e Johnson, p. 5.
19. 1 2  Nance, pp. 320-321.
20. ↑  (EN) ‘Three Percenter’ first to be federally charged with transporting firearm for unlawful use in Capitol riot [Il 'Three Percenter' è il primo ad essere accusato a livello federale di aver trasportato un'arma da fuoco per uso illegale nella rivolta in Campidoglio], su Yahoo News, 18 giugno 2021. URL consultato il 16 settembre 2023.
21. ↑  (EN) Three Percenters | Center on Extremism, su extremismterms.adl.org. URL consultato il 30 dicembre 2023.
22. 1 2  Avlon, pp. 223-224.
23. ↑  Allchorn, Johnson e Richardson, p. 127.
24. ↑  Berlet e Sunshine, pp. 496-497.
25. 1 2  Beutel e Johnson, p. 9.
26. ↑  Beutel e Johnson, pp. 3-5.
27. 1 2  Beutel e Johnson, p. 3.
28. 1 2 3  (EN) Jason Wilson, How armed leftwing and rightwing groups united against racism [Come i gruppi armati di destra e di sinistra si sono uniti contro il razzismo], in The Guardian, 3 febbraio 2019. URL consultato l'11 febbraio 2023.
29. 1 2 3  (EN) Jordan Green, III% Security Force deposes national leader, reorganizes under new name, su Triad City Beat, 25 agosto 2019. URL consultato il 13 maggio 2024.
30. 1 2  Mockaitis, pp. 80-81.
31. ↑  Berlet e Sunshine, p. 497.
32. ↑  (EN) Police move in after fights break out during Georgia protest [La polizia interviene dopo gli scontri durante la protesta in Georgia], su AP News, 15 agosto 2020. URL consultato l'11 agosto 2023.
33. 1 2 3 4  Nance, pp. 319-320.
34. ↑  (EN) Claire Goforth, Far-right militia's Facebook pages are rife with posts about shooting protesters, su The Daily Dot, 2 giugno 2020. URL consultato il 29 luglio 2023.
35. 1 2 3 4 5 6  (EN) Militia Movement, su Southern Poverty Law Center. URL consultato il 14 settembre 2022.
36. ↑  (EN) Chris Joyner, Georgia law bars private militias, so why are they allowed to exist?, in The Atlanta Journal-Constitution. URL consultato il 29 luglio 2023.
37. ↑  (EN) Chris Joyner, Georgia militia leader promises to protect Trump with “use of force” [Il leader della milizia della Georgia promette di proteggere Trump con l'"uso della forza"], in The Atlanta Journal-Constitution. URL consultato l'11 agosto 2023.
38. ↑  (EN) Three Percenters | ADL, su adl.org. URL consultato il 29 luglio 2023.
39. 1 2 3  (EN) 'Not A Paramilitary.' Inside A Washington Militia's Efforts To Go Mainstream ["Non è un'organizzazione paramilitare". All'interno degli sforzi di una milizia di Washington per diventare mainstream], su npr.org.
40. ↑  (EN) Central District of Illinois | Former Ford County Resident Sentenced to 14 Years in Prison for Charges Related to Domestic Terrorism | United States Department of Justice, su justice.gov, 13 luglio 2022. URL consultato il 12 agosto 2023.
41. ↑  (EN) Central District of Illinois | Former Ford County Resident Sentenced to 14 Years in Prison for Charges Related to Domestic Terrorism | United States Department of Justice, su justice.gov, 13 luglio 2022. URL consultato l'11 agosto 2023.
42. 1 2  (EN) Trevor Aaronson, Donald Trump Helped Turn a Christian Extremist Into an Alleged Domestic Terrorist [Donald Trump ha aiutato a trasformare un estremista cristiano in un presunto terrorista domestico], su The Intercept, 30 marzo 2019. URL consultato l'11 agosto 2023.
43. ↑  Beutel e Johnson, p. 10.
44. ↑  (EN) Illinois 'White Rabbit' white supremacy group shut down by federal authorities, su ABC7 Chicago, 30 settembre 2020. URL consultato l'11 agosto 2023.
45. ↑  (EN) We got Zucked’: Facebook pages for Idaho militias, other groups removed in massive ban [Siamo stati "Zuckerati": Le pagine Facebook delle milizie dell'Idaho e di altri gruppi sono state rimosse in un divieto massiccio], su idahostatesman.com, Idaho Statesman.
46. 1 2   Militia Leader Known As The 'Bundy Ranch Sniper' Seeks A New Title: State Senator [Il leader della milizia noto come 'cecchino del Bundy Ranch' cerca un nuovo titolo: Senatore dello Stato], su npr.org.
47. ↑  (EN) Michael Brian Vanderboegh, su Southern Poverty Law Center. URL consultato il 5 settembre 2021.
48. ↑   Longtime militia and ‘Patriot’ leader Mike Vanderboegh dies at 64 [Muore a 64 anni il leader della milizia e dei "patrioti" Mike Vanderboegh], su kansascity.com.
49. ↑  Beutel e Johnson, p. 7.
50. ↑   Collection: Mike Vanderboegh collection | Ohio History Connection - ArchivesSpace, su aspace.ohiohistory.org. URL consultato il 30 gennaio 2023.
51. ↑  (EN) Rebecca Elliott, Meet The Camo-Clad, Gonzo Bloggers Behind The Fast And Furious Story, su BuzzFeed News, 3 luglio 2012. URL consultato l'11 febbraio 2024.
52. ↑  (EN) Profile on the Right: Three Percenters, su Political Research Associates. URL consultato il 23 novembre 2022.
53. ↑   Georgia Militia Plot: Feds Arrest Four Suspected Group Members For Alleged Biological Attack Plan [Complotto della milizia in Georgia: i federali arrestano quattro presunti membri del gruppo per un presunto piano di attacco biologico], su web.archive.org, 7 marzo 2016. URL consultato il 16 settembre 2023 (archiviato dall'url originale il 7 marzo 2016).
54. ↑  (EN) 'Online novel' allegedly inspired Georgia terrorism suspects [Un "romanzo online" avrebbe ispirato i sospetti terroristi della Georgia], su Los Angeles Times, 3 novembre 2011. URL consultato il 16 settembre 2023.
55. ↑  (EN) Matt Gertz, Fox "Authority" Vanderboegh On His Book Allegedly Inspiring Terrorism: "Did I Mention It Is Fiction?" [L'"autorità" Fox Vanderboegh sul suo libro che avrebbe ispirato il terrorismo: "Ho detto che è una finzione?".], su Media Matters for America, 2 novembre 2011. URL consultato il 16 settembre 2023.
56. ↑   Longtime militia and ‘Patriot’ leader Mike Vanderboegh dies at 64, su kansascity.com.
57. ↑  (EN) Long-time Militia Leader Mike Vanderboegh Has Died, su Southern Poverty Law Center. URL consultato il 6 settembre 2021.
58. ↑  Allchorn, Johnson e Richardson, p. 126.
59. ↑  (EN) Ron Zeitlinger | The Jersey Journal, 'Three Percenters' founder: Wrong to discipline Jersey City police officers, su nj, 29 aprile 2013. URL consultato l'11 maggio 2024.
60. 1 2  Avlon, p. 224.
61. ↑  (EN) Bill Morlin, Convicted extortionist a key player in Idaho citadel project [Un estorsore condannato è un personaggio chiave nel progetto della cittadella dell'Idaho], su Salon, 19 gennaio 2013. URL consultato il 13 settembre 2023.
62. 1 2  (EN) Behind the Walls [Dietro le mura], su Southern Poverty Law Center. URL consultato il 26 novembre 2022.
63. ↑  (EN) Matthew Champion, Gun owners in US plan new walled-off city, su Metro, 6 febbraio 2013. URL consultato il 13 settembre 2023.
64. 1 2  (EN) Gun Company Looks To Break Tradition Of Failure With Survivalist Community [L'azienda produttrice di armi cerca di rompere la tradizione di insuccessi con la comunità dei survivalisti], su HuffPost, 5 febbraio 2013. URL consultato il 13 settembre 2023.
65. ↑  (EN) Michael Byrne, Libertarians Are Building a Castle Around Their City of Guns In Rural Idaho [I liberisti stanno costruendo un castello intorno alla loro città delle armi nell'Idaho rurale], su Vice, 16 gennaio 2013. URL consultato il 17 settembre 2023.
66. ↑  (EN) Jessica McBride, Janice McGeachin: 5 Fast Facts You Need to Know [Janice McGeachin: 5 fatti che dovresti conoscere], su Heavy.com, 1º marzo 2019. URL consultato il 23 novembre 2022.
67. ↑  (EN) New Colorado congresswoman has history of associating with militias [La nuova deputata del Colorado ha un passato di associazione con le milizie], su KUSA.com, 8:15 PM MST January 18, 2021. URL consultato il 23 novembre 2022.
68. ↑  (EN) Luke Broadwater e Matthew Rosenberg, Republican Ties to Extremist Groups Are Under Scrutiny [I legami dei repubblicani con i gruppi estremisti sono sotto esame], in The New York Times, 29 gennaio 2021. URL consultato il 23 novembre 2022.
69. ↑  (EN) ‘Three percenters’ truck at Capitol belongs to husband of congresswoman who said, ‘Hitler was right on one thing’ [Il camion del 'tre per cento' al Campidoglio appartiene al marito della deputata che ha detto: "Hitler aveva ragione su una cosa".], in Washington Post. URL consultato il 23 novembre 2022.
70. ↑  (EN) GOP candidate for Lt. Gov poses with “Three Percenters” flag [Il candidato governativo del Partito Repubblicano posa con la bandiera dei "Three Percenters], su WLNS 6 News, 6 settembre 2022. URL consultato il 23 novembre 2022.
71. ↑  (EN) Caroline Orr, Capitol Indictment Reveals Radical Right Conservative Donors Simultaneously Bankrolling Extremism and Anti-Lockdown Protests, su Byline Times, 13 giugno 2021. URL consultato il 23 novembre 2022.
72. ↑  Beutel e Johnson, p. 12.
73. ↑  (EN) Doug Brown, Photos & Video: Protesters Arrested at a Donald Trump Rally in Vancouver, su Portland Mercury. URL consultato il 26 novembre 2022.
74. ↑  (EN) Clark County Trump rally disrupted by anarchists, su The Reflector. URL consultato il 26 novembre 2022.
75. ↑  (EN) Megan Farmer, Casey Martin, PHOTOS: Right-wing rally attracts protests, arrests [FOTO: Il raduno della destra provoca proteste e arresti], su kuow.org, 5 gennaio 2020. URL consultato l'11 febbraio 2023.
76. ↑  (EN) Right-Wing Militia Announces Plans To Occupy WA Capitol: Report [Milizia di destra annuncia piani per occupare il Campidoglio del WA: Report], su Lakewood-JBLM, WA Patch, 28 dicembre 2020. URL consultato l'11 febbraio 2023.
77. 1 2  (EN) Militia threat shuts down Oregon Statehouse amid walkout [La minaccia della milizia fa chiudere la sede dello Stato dell'Oregon in mezzo alla protesta], su AP NEWS, 22 giugno 2019. URL consultato il 26 novembre 2022.
78. 1 2  (EN) Connor Radnovich, Saturday Senate session canceled after potential threat of militia protest violence [Cancellata la sessione di sabato del Senato dopo la potenziale minaccia di violenza delle milizie in protesta], su Statesman Journal. URL consultato il 26 novembre 2022.
79. 1 2  (EN) Oregon Capitol building closed as precaution amid partisan dispute [L'edificio del Campidoglio dell'Oregon chiuso per precauzione in seguito a una disputa tra partigiani], in Reuters, 22 giugno 2019. URL consultato il 26 novembre 2022.
80. ↑  (EN) Let’s Check In on Those Oregon Republicans Who Fled the Capital, Shall We? [Controlliamo i repubblicani dell'Oregon che sono fuggiti dalla capitale, che ne dite?], su vice.com. URL consultato il 26 novembre 2022.
81. ↑  (EN) Chris Joyner, Georgia at high risk of militia threat around elections, new report says [La Georgia è ad alto rischio di minacce da parte delle milizie in prossimità delle elezioni, secondo un nuovo rapporto], in The Atlanta Journal-Constitution. URL consultato l'11 febbraio 2023.
82. 1 2 3  (EN) Three Percenters, su Southern Poverty Law Center. URL consultato il 23 novembre 2022.
83. ↑  (EN) Hollie Silverman, An effigy of Kentucky Gov. Beshear was hung from a tree at the end of a Second Amendment rally [Un'effigie del governatore del Kentucky Beshear è stata appesa a un albero al termine di una manifestazione per il Secondo Emendamento.], su CNN, 25 maggio 2020. URL consultato il 26 novembre 2022.
84. ↑  (EN) Rep. Maddox responds to Beshear, KY Democratic Party [La deputata Maddox risponde a Beshear e al Partito Democratico del Kentucky], su LEX 18 News - Lexington, KY (WLEX), 27 maggio 2020. URL consultato il 26 novembre 2022.
85. ↑  (EN) Sarah Ladd, Beshear on effigy: 'I will not be afraid. I will not be bullied. And I will not back down' [Beshear sull'effigie: "Non avrò paura. Non mi farò intimidire. E non mi tirerò indietro".], su The Courier-Journal. URL consultato il 26 novembre 2022.
86. ↑  (EN) 'I will not be afraid': Gov. Beshear responds to effigy hanging ["Non mi farò intimidire": Il governatore Beshear risponde all'impiccagione di un'effigie], su LEX 18 News - Lexington, KY (WLEX), 26 maggio 2020. URL consultato il 26 novembre 2022.
87. ↑  (EN) BRYAN MCKENZIE, Militia member speaks about group’s role at rally [Un membro della milizia parla del ruolo del gruppo durante il raduno], su The Daily Progress. URL consultato il 26 novembre 2022.
88. ↑  (EN) Casey Michel, How Militias Became the Private Police for White Supremacists, su POLITICO Magazine. URL consultato il 26 novembre 2022.
89. ↑   L’ultrà di Donald: “Pronti al sacrificio per i nostri i diritti”, su La Stampa, 7 gennaio 2021. URL consultato il 30 dicembre 2023.
90. ↑  (EN) Ian Shapira, Second man convicted in Charlottesville parking garage beating [Secondo uomo condannato per il pestaggio del parcheggio di Charlottesville], su washingtonpost.com.
91. ↑  (EN) Chris Joyner, Georgia law bars private militias, so why are they allowed to exist? [La legge della Georgia vieta le milizie private, quindi perché ne è permessa l'esistenza?], in The Atlanta Journal-Constitution. URL consultato l'11 febbraio 2023.
92. ↑  (EN) Josh Hafner and Josh Hafner, Three Percenters: What is the gun-toting group? And what do its supporters want? [Three Percenters: Che cos'è questo gruppo di persone armate? E cosa vogliono i suoi sostenitori?], su USA TODAY. URL consultato il 26 novembre 2022.
93. ↑  (EN) Luke Hammill | The Oregonian/OregonLive, Standoff: Idaho group to prevent 'Waco-style situation', su oregonlive, 9 gennaio 2016. URL consultato il 26 novembre 2022.
94. 1 2   Experts: Oregon standoff may be small, but it's tip of militia iceberg [Esperti: Lo stallo in Oregon può essere piccolo, ma è la punta dell'iceberg della milizia], su mcclatchydc.com.
95. ↑  (EN) Bruce Vielmetti, 'Three Percenter' hosted Wisconsin training by Michigan men charged in plot to kidnap governor ['Three Percenter' ha ospitato l'addestramento in Wisconsin degli uomini del Michigan accusati del rapimento del governatore], su Journal Sentinel. URL consultato il 26 novembre 2022.
96. ↑  (EN) Manny Fernandez, Bombing Plot in Oklahoma City Is Thwarted With Arrest, F.B.I. Says [Sventato un piano di attentato a Oklahoma City con un arresto, dice l'FBI], in The New York Times, 14 agosto 2017. URL consultato il 26 novembre 2022.
97. ↑  (EN) Jury convicted man in Oklahoma City federal bomb plot trial [La giuria ha condannato l'uomo nel processo per l'attentato federale di Oklahoma City], su AP NEWS, 25 febbraio 2019. URL consultato il 26 novembre 2022.
98. ↑  (EN) Josh Dulaney, Jerry Drake Varnell sentenced in OKC bomb plot case [Jerry Drake Varnell condannato per il caso della bomba di OKC], su The Oklahoman. URL consultato il 26 novembre 2022.
99. ↑  (EN) Man Who Attempted to Bomb Downtown Oklahoma City Bank Sentenced to 25 Years [L'uomo che ha tentato di mettere una bomba nella banca del centro di Oklahoma City condannato a 25 anni], su justice.gov, 23 marzo 2020. URL consultato il 26 novembre 2022.
100. ↑  (EN) Illinois Bomb Suspects Burrow in White Rabbit Militia [I sospetti di bomba dell'Illinois si rifugiano nella White Rabbit Militia], su mcac.maryland.gov. URL consultato l'11 febbraio 2023.
101. ↑  (EN) Who are the Three Percenters? [Chi sono i Three Percenters?], su Reveal. URL consultato il 26 novembre 2022.
102. ↑  (EN) Examining Extremism: The Militia Movement | Examining Extremism | CSIS, su csis.org. URL consultato l'11 febbraio 2023.
103. ↑  (EN) Illinois bomb suspects burrow in White Rabbit Militia, su ABC7 Chicago. URL consultato il 16 settembre 2023.
104. ↑   White Rabbit militia leader pleads guilty to attack on Illinois abortion center, su web.archive.org, 14 giugno 2022. URL consultato il 16 settembre 2023 (archiviato dall'url originale il 14 giugno 2022).
105. ↑  (EN) @ilpublicmedia, Youngest “White Rabbits” Militia Defendant Pleads Guilty, su Illinois Public Media, 25 settembre 2018. URL consultato il 16 settembre 2023.
106. ↑  (EN) Illinois bomb suspects burrow in White Rabbit Militia [I sospetti di una bomba nell'Illinois si rifugiano nella White Rabbit Militia], su ABC7 Chicago. URL consultato il 16 settembre 2023.
107. ↑  (EN) 'White Rabbit' militia group planned multi-state terror, feds says [Secondo i federali, il gruppo di miliziani "White Rabbit" pianificava il terrorismo in più stati], su ABC7 Chicago. URL consultato il 16 settembre 2023.
108. ↑  (EN) Deadly siege focuses attention on Capitol Police [L'assedio mortale focalizza l'attenzione sulla Polizia Capitolina], su AP News, 8 gennaio 2021. URL consultato il 2 gennaio 2024.
109. ↑   Woman dies after shooting in U.S. Capitol; D.C. National Guard activated after mob breaches building [Donna muore in seguito a una sparatoria nel Campidoglio; la Guardia Nazionale di Washington è stata attivata dopo che la folla ha fatto irruzione nell'edificio], su washingtonpost.com, 7 gennaio 2021.
110. ↑  (EN) Thomas Pallini, Lloyd Lee, Photos show the aftermath of an unprecedented and destructive siege on the US Capitol that left 4 rioters dead [Le foto mostrano le conseguenze di un assedio senza precedenti e distruttivo al Campidoglio, che ha causato la morte di 4 rivoltosi], su Business Insider. URL consultato il 2 gennaio 2024.
111. ↑  (EN) Woman dies after shooting in U.S. Capitol; D.C. National Guard activated after mob breaches building [Donna muore in seguito a una sparatoria nel Campidoglio; la Guardia Nazionale di Washington è stata attivata dopo che la folla ha fatto irruzione nell'edificio], su npr.org.
112. ↑   Jon Schaffer, Robert Gieswein arrested in Capitol riots [Jon Schaffer, Robert Gieswein arrestati nei disordini del Campidoglio], su web.archive.org, 11 febbraio 2021. URL consultato il 2 gennaio 2024 (archiviato dall'url originale l'11 febbraio 2021).
113. ↑  (EN) Jaclyn Peiser, Texas man at Capitol riot allegedly threatened to kill his kids if they turned him in: ‘Traitors get shot’ [Un uomo del Texas, durante la rivolta al Campidoglio, avrebbe minacciato di uccidere i figli se lo avessero denunciato: 'Ai traditori si spara'], in Washington Post, 19 gennaio 2021. URL consultato il 2 gennaio 2024.
114. ↑  (EN) Sarah Mansur, Democrats push resolution ‘condemning’ Illinois GOP lawmaker for attendance at Jan. 6 rally [I democratici promuovono una risoluzione che "condanna" il legislatore del GOP dell'Illinois per la sua partecipazione al raduno del 6 gennaio], su Rockford Register Star. URL consultato il 2 gennaio 2024.
115. ↑  (EN) Illinois House Censures State Representative For Attending ‘Save America’ Rally [La Camera dell'Illinois censura il rappresentante dello Stato per aver partecipato al raduno "Salva l'America".], su WBEZ Chicago, 19 marzo 2021. URL consultato il 2 gennaio 2024.
116. ↑  (EN) Texas Man Sentenced to 52 Months in Prison For Assaulting Law Enforcement Officers During Jan. 6 Capitol Breach [Uomo texano condannato a 52 mesi di carcere per aver aggredito le forze dell'ordine durante la violazione del Campidoglio del 6 gennaio], su www.justice.gov, 28 settembre 2022. URL consultato il 2 gennaio 2024.
117. ↑  (EN) Summoning a mob to Washington, and knowing they were angry and armed, instructing them to march to the Capitol [Convocando una folla a Washington e sapendo che era arrabbiata e armata, le diede istruzioni per marciare verso il Campidoglio.], su j6.report. URL consultato il 2 gennaio 2024.
118. ↑  (EN) Holmes Lybrand,Hannah Rabinowitz, US Capitol rioter 'sought to physically remove' Pelosi and McConnell, prosecutors say [I rivoltosi del Campidoglio "hanno cercato di rimuovere fisicamente" Pelosi e McConnell, dicono i procuratori], su CNN, 3 dicembre 2021. URL consultato il 2 gennaio 2024.
119. ↑  (EN) Texan who prosecutors say “lit the match” of Jan. 6 riot sentenced to more than 7 years in prison [Il texano che secondo l'accusa ha "acceso la miccia" della rivolta del 6 gennaio è stato condannato a più di 7 anni di carcere], su texastribune.org.
120. ↑  (EN) Alan Feuer, Texas Man Convicted in First Jan. 6 Trial [Uomo del Texas condannato nel primo processo del 6 gennaio], in The New York Times, 8 marzo 2022. URL consultato il 2 gennaio 2024.
121. ↑  (EN) Mark Hosenball e Jan Wolfe, Three Percenters militia members charged in U.S. Capitol attack [I membri della milizia Three Percenters accusati dell'attacco al Campidoglio degli Stati Uniti], su reuters.com, 10 giugno 2021.
122. 1 2  (EN) Six California Men, Four of Whom Self-Identify as Members of “Three-Percenter” Militias, Indicted on Conspiracy Charges Related to Jan. 6 Capitol Breach [Sei californiani, quattro dei quali si auto-identificano come membri delle milizie dei "tre centri", sono stati accusati di cospirazione in relazione alla violazione del Campidoglio del 6 gennaio.], su www.justice.gov, 10 giugno 2021. URL consultato il 2 gennaio 2024.
123. ↑  (EN) Alan Hostetter, ex-police chief who brought hatchet to Capitol on Jan. 6, sentenced to 11 years in prison [Alan Hostetter, ex capo della polizia che ha portato l'accetta in Campidoglio il 6 gennaio, condannato a 11 anni di carcere], su www.cbsnews.com, 7 dicembre 2023. URL consultato il 2 gennaio 2024.
124. ↑  (EN) Michaelangelo Conte | The Jersey Journal, Jersey City police brass identify a pro-militia clique in the department and say they've been stopped [I vertici della polizia di Jersey City identificano una cricca pro-milizia nel dipartimento e dicono di essere stati fermati], su nj, 29 aprile 2013. URL consultato il 26 novembre 2022.
125. ↑  (EN) Ron Zeitlinger | The Jersey Journal, 'Three Percenters' founder: Wrong to discipline Jersey City police officers [Il fondatore dei 'Three Percenters': Sbagliato disciplinare gli agenti di polizia di Jersey City], su nj, 29 aprile 2013. URL consultato il 26 novembre 2022.
126. ↑  (EN) Army to recruiters: Treat armed citizens as security threat, su Stars and Stripes. URL consultato il 26 novembre 2022.
127. ↑  (EN) Army to recruiters: Treat armed citizens as security threat [L'esercito ai reclutatori: Trattate i cittadini armati come una minaccia per la sicurezza], su Stars and Stripes. URL consultato il 26 novembre 2022.
128. ↑  Beutel e Johnson, p. 8.
129. ↑   Nyberg Three Percent Flag (U.S.), su crwflags.com. URL consultato l'11 agosto 2023.
130. ↑   Only 1/3rd of Americans Supported the American Revolution? | History News Network, su historynewsnetwork.org. URL consultato il 6 settembre 2021.
131. ↑  (EN) John A. Tures, More Americans Fought in the American Revolution Than We Thought, su observer.com, The Observer, 7 marzo 2017. URL consultato il 6 settembre 2021.
132. ↑  (EN) Three Percenters are Canada's 'most dangerous' extremist group, say some experts [I Three Percenters sono il gruppo estremista "più pericoloso" del Canada, dicono alcuni esperti], in CBC. URL consultato il 27 gennaio 2021.
133. ↑   Who are the Three Percenters, the armed group Kentucky Gov. Andy Beshear called out? [Chi sono i Three Percenters, il gruppo armato che il governatore del Kentucky Andy Beshear ha chiamato in causa?], su kentucky.com.
134. ↑  (EN) Kyle Sallee, Decoding Hate: Understanding the Far-Right Symbology of January 6 [Decodificare l'odio: comprendere la simbologia dell'estrema destra del 6 gennaio], su American University, 1º luglio 2021. URL consultato il 26 novembre 2022.
135. ↑  (EN) Kyle Rempfer, Special operations training center warns soldiers of symbols co-opted by extremists [Il centro di addestramento per le operazioni speciali mette in guardia i soldati dai simboli cooptati dagli estremisti], su Army Times, 10 febbraio 2021. URL consultato il 27 novembre 2022.
136. ↑  (EN) Matthew Cox, Army Special Operations School Drops 'III' Logo Adopted by Extremist Group [La scuola per operazioni speciali dell'esercito abbandona il logo "III" adottato da un gruppo estremista], su Military.com, 11 febbraio 2021. URL consultato il 27 novembre 2022.
137. ↑  (EN) Washington Post Staff, Identifying far-right symbols that appeared at the U.S. Capitol riot [Identificare i simboli dell'estrema destra apparsi durante la rivolta al Campidoglio degli Stati Uniti], su washingtonpost.com, The Washington Post.
138. ↑  (EN) Hate Symbol: Okay Hand Gesture, su www.adl.org. URL consultato l'11 maggio 2024.
«Other, similar-seeming hand gestures have also been mistakenly assumed to have white supremacist connotations as a result of the “okay” hoax. One of these is the so-called “Circle Game,” in which people attempt to trick each other into looking at an okay-like hand gesture made somewhere below the waist. Another is the hand sign of the Three Percenter movement, a wing of the anti-government extremist militia movement. Three Percenters, who are right-wing extremists but are not typically white supremacists [...]»
139. 1 2  (EN) Domestic Terrorism Symbols Guide, Federal Bureau of Investigation,  pp. 9-12.

### Libri
- (EN) Malcolm Nance, They Want to Kill Americans: The Militias, Terrorists, and Deranged Ideology of the Trump Insurgency, St. Martin's Publishing Group, 12 luglio 2022, ISBN 978-1250279002.
- (EN) Thomas R. Mockaitis, Violent Extremists: Understanding the Domestic and International Terrorist Threat, Santa Barbara, California, Praeger Publishing, 2019, ISBN 978-1-4408-5949-6.
- (EN) Barry J. Balleck, Hate Groups and Extremist Organizations in America: An Encyclopedia, ABC-CLIO, 8 luglio 2019, ISBN 978-1-4408-5751-5.
- (EN) John P. Avlon, Wingnuts: Extremism in the Age of Obama, New Edition, New York, Beast Books, 2014, ISBN 9780991247615.
- (EN) William Allchorn, Bethan Johnson e John Richardson, Moving beyond Islamist Extremism, collana Analyzing Political Violence, 2021, ISBN 9783838274904.

### Pubblicazioni
- (EN) Alejandro Beutel e Daryl Johnson, The Three Percenters: A Look Inside an Anti-Government Militia, Newlines Institute for Strategy and Policy, 1º marzo 2021.
- (EN) Chip Berlet e Spencer Sunshine, Rural rage: the roots of right-wing populism in the United States, in The Journal of Peasant Studies, vol. 46, n. 3, Taylor & Francis, Routledge, 7 maggio 2019, DOI:10.1080/03066150.2019.1572603.
- (EN) Daveed Gartenstein-Ross, Colin P. Clarke e Samuel Hodgson, Militia Violent Extremists in the United States: Understanding the Evolution of the Threat, International Centre for Counter-Terrorism (ICCT), 20 maggio 2022.
- Dario Fabbri e Lorenzo Di Muro, L'impero nella tempesta, in Limes, n. 1, GEDI Gruppo Editoriale, 2021, ISSN 2465-1494 (WC · ACNP).